# كليسيو
كليسيو بالميريم ديفيد باوكي (من مواليد 11 أكتوبر 1994)، المعروف باسم كليسيو ، هو لاعب كرة قدم موزمبيقي محترف يلعب كجناح في النادي العربي الإماراتي ومنتخب موزمبيق الوطني .

## مسيرته مع الأندية

### بنفيكا
مولود في مابوتو ، بدأ كليسيو مع فيروفياريو وبعد أن أصبح هداف موزامبولا برصيد 6 أهداف، وقع مع بنفيكا في سبتمبر 2012، وانضم إلى النادي البرتغالي في   قبل انضمامه إلى بنفيكا، ادعى أنه مصدر إلهام للسير على خطى أوزيبيو .  تم تعيينه في فريق تحت 19 عامًا ، حيث لعب تسع مباريات وسجل هدفين. 
في 14 مارس 2014، تمت إعارة كليسيو إلى النادي الأمريكي بان ،  وهو فريق يتنافس في دوري كرة القدم المتحدة ، الدرجة الثالثة من نظام دوري كرة القدم الأمريكي .  ظهر لأول مرة في 6 أبريل, في تعادل خارج أرضه ضد ويلمنجتون هامرهيدز,  وسجل هدفه الأول في 17 مايو, حصل على ثنائية في غضون خمس دقائق ليمنح بان التقدم على دايتون هولندية ليونز .  في 12 يونيو، أضاف هدفًا آخر وساعد فريقه على الفوز على بيتسبرغ ريفرهوندز ، ليفوزوا بأول مباراة لهم في الدوري خلال أربع أيام من المباريات.  في 24 أغسطس، سجل هدفين في التعادل 2-2 مع روتشستر وحيد القرن ، مما رفع رصيد أهدافه إلى خمسة.  ستكون هذه هي آخر مباراة له مع فريق بان بعد أن بدأ 9 مباريات في 20 مباراة إجمالاً طوال موسمهم . 
بعد عودته إلى بنفيكا، انتقل اللاعب البالغ من العمر 20 عامًا إلى بنفيكا ب في الدوري الإسباني ، حيث ظهر لأول مرة في 1 فبراير 2015، ليحل محل نونو سانتوس في الدقيقة 87 من الخسارة على أرضه أمام ليكسويس .  في 24 مايو 2015، سجل كليسيو هدفه الأول لصالح بنفيكا ب في مباراة الفوز على أرضه أمام فيتوريا غيماريش ب . كان هدفه مجهودًا فرديًا حيث راوغ عدة لاعبين وانتهى أمام ميغيل أوليفيرا.  في موسم 2015–16 ، بقي في الفريق B، ولعب أربع مرات في تسعة أيام من المباريات.  ومع ذلك، بعد إصابة نيلسون سيميدو ، قام روي فيتوريا بترقيته إلى الفريق الأول وتحويله ليلعب في مركز الظهير الأيمن ضد تونديلا في 30 أكتوبر.  سيكون ظهوره الوحيد مع الفريق الرئيسي، حيث تم تخفيض رتبته على الفور إلى الاحتياط.

### بانيتوليكوس
في 30 يناير 2016، انتقل كليسيو إلى بانيتوليكوس ، ووقع عقدًا لمدة ثلاث سنوات مع الجانب اليوناني.   لقد ظهر لأول مرة في الدوري اليوناني الممتاز في 8 فبراير 2016 في مباراة الذهاب ضد بانيونيوس .

### قبله
في 10 يوليو 2019، وقع كليسيو عقدًا لمدة عام واحد مع نادي قبله الأذربيجاني. 

### زيرا
في 18 يوليو 2020، أعلن زيرا عن توقيع كليسيو. 

### هونكا
في 28 فبراير 2023، وقع كليسيو عقدًا متعدد السنوات مع هونكا في فنلندا.  بعد الموسم ، تم إعلان إفلاس هونكا فجأة وتم إطلاق سراح كليسيو.

### قبله
في يناير 2024، عاد كليسيو إلى أذربيجان ووقع من جديد مع قبله. 

## دولياً
على مستوى الشباب لعب في كأس كوسافا تحت 20 سنة 2013 . 
لعب كليسيو أول مباراة دولية له مع موزمبيق في 15 نوفمبر 2011 ضد جزر القمر خلال الجولة الأولى من تصفيات كأس العالم 2014 . كما سجل في المباراة هدفه الدولي الأول وهو الهدف الرابع في الفوز 4-1. كان أيضًا جزءًا من تشكيلة موزمبيق خلال تصفيات كأس الأمم الأفريقية 2013 . 

## الإحصائيات

### الأندية
آخر تحديث المباراة التي لعبت في 7 مارس 2020.
| النادي       | موسم    | الدوري                       | الدوري  | الدوري  | الكأس   | الكأس   | كأس الدوري | كأس الدوري | كونتيننتال | كونتيننتال | آخر     | آخر     | المجموع | المجموع |
| النادي       | موسم    | قسم                          | تطبيقات | الأهداف | تطبيقات | الأهداف | تطبيقات    | الأهداف    | تطبيقات    | الأهداف    | تطبيقات | الأهداف | تطبيقات | الأهداف |
| ------------ | ------- | ---------------------------- | ------- | ------- | ------- | ------- | ---------- | ---------- | ---------- | ---------- | ------- | ------- | ------- | ------- |
| بنفيكا ب ‏    | 2013–14 | دوري الدرجة الثانية/ليغا برو | 0       | 0       | -       | -       | -          | -          | -          | -          | -       | -       | 0       | 0       |
| بنفيكا ب ‏    | 2014–15 | دوري الدرجة الثانية/ليغا برو | 4       | 1       | -       | -       | -          | -          | -          | -          | -       | -       | 4       | 1       |
| بنفيكا ب ‏    | 2015–16 | دوري الدرجة الثانية/ليغا برو | 9       | 0       | -       | -       | -          | -          | -          | -          | -       | -       | 9       | 0       |
| بنفيكا ب ‏    | Total   | Total                        | 13      | 1       | -       | -       | -          | -          | -          | -          | -       | -       | 13      | 1       |
| بان (إعارة)  | 2014    | يو سي إل برو                 | 20      |         |         | 0       | -          | -          | -          | -          | 0       | 0       | 20      | 5       |
| بنفيكا       | 2015–16 | الدوري البرتغالي الممتاز     | 1       | 0       | 0       | 0       | 0          | 0          | 0          | 0          | -       | -       | 1       | 0       |
| بانيتوليكوس  | 2015–16 | الدوري اليوناني              | 7       | 0       | 0       | 0       | -          | -          | -          | -          | -       | -       | 7       | 0       |
| بانيتوليكوس  | 2016–17 | الدوري اليوناني              | 25      | 1       | 5       | 1       | -          | -          | -          | -          | -       | -       | 30      | 2       |
| بانيتوليكوس  | 2017–18 | الدوري اليوناني              | 24      | 1       | 5       | 2       | -          | -          | -          | -          | -       | -       | 29      | 3       |
| بانيتوليكوس  | المجموع | المجموع                      | 56      | 2       | 10      | 3       | -          | -          | -          | -          | -       | -       | 66      | 5       |
| إسطنبول سبور | 2018–19 | دوري الدرجة الأولى التركي    | 25      | 2       | 1       | 1       | -          | -          | -          | -          | -       | -       | 26      | 3       |
| قبله         | 2019–20 | دوري أذربيجان الممتاز        | 18      | 0       | 2       | 3       | -          | -          | 2          | 0          | –       | –       | 22      | 3       |
| المجموع      | المجموع | المجموع                      | 133     | 10      | 13      | 7       | 0          | 0          | 2          | 0          | -       | -       | 148     | 17      |

### الأهداف الدولية
النتائج والنتائج تسرد رصيد أهداف موزمبيق أولاً. 
| #  | تاريخ          | مكان                                              | الخصم        | نتيجة | النتيجة النهائية | مسابقة                          |
| -- | -------------- | ------------------------------------------------- | ------------ | ----- | ---------------- | ------------------------------- |
| 1. | 15 نوفمبر 2011 | ملعب زيمبيتو ، مابوتو ، موزمبيق                   | جزر القمر    | 4 -1  | 4-1              | تصفيات كأس العالم 2014          |
| 2. | 29 فبراير 2012 | ملعب بنيامين مكابا الوطني ، دار السلام ، تنزانيا  | تنزانيا      | 1 –0  | 1-1              | تصفيات كأس الأمم الإفريقية 2013 |
| 3. | 16 نوفمبر 2016 | ملعب زيمبيتو، مابوتو، موزمبيق                     | جنوب إفريقيا | 1 –0  | 1-1              | ودية                            |
| 4. | 25 مارس 2017   | ملعب زيمبيتو، مابوتو، موزمبيق                     | أنغولا       | 1 –0  | 2-0              | ودية                            |
| 5. | 10 سبتمبر 2019 | ملعب زيمبيتو، مابوتو، موزمبيق                     | موريشيوس     | 1 –0  | 2-0              | تصفيات كأس العالم 2022          |
| 6. | 18 يونيو 2023  | ستاد هوي ، بوتاري ، رواندا                        | رواندا       | 2 -0  | 2-0              | تصفيات كأس الأمم الإفريقية 2023 |
| 7. | 9 سبتمبر 2023  | ملعب زيمبيتو، مابوتو، موزمبيق                     | بنين         | 1 –1  | 3-2              | تصفيات كأس الأمم الإفريقية 2023 |
| 8. | 16 نوفمبر 2023 | ملعب أوبيد إيتاني تشيلوم ، فرانسيستاون ، بوتسوانا | بوتسوانا     | 1 –0  | 3-2              | تصفيات كأس العالم 2026          |
| 9. | 14 يناير 2024  | ملعب فيليكس هوفويت بوانيي ، أبيدجان ، ساحل العاج  | مصر          | 2 –1  | 2-2              | كأس أمم أفريقيا 2023            |

## الإنجازات
بنفيكا
الدوري البرتغالي الممتاز : 2015–16

## روابط خارجية
- Profile at SoccerPunter
- كليسيو على فرق كرة القدم الوطنية.كوم